# José Tehuitzil
José Tehuitzil (sinh ngày 8 tháng 11 năm 1988 ở Puebla City, Puebla) là một cầu thủ bóng đá người México thi đấu cho Alebrijes de Oaxaca của Ascenso MX theo dạng cho mượn từ Lobos BUAP.

## Danh hiệu
FC Juárez
- Ascenso MX: Apertura 2015

Lobos BUAP
- Ascenso MX: Clausura 2017

Oaxaca
- Ascenso MX: Apertura 2017